# Pandita confluens
Pandita confluens är en fjärilsart som beskrevs av Corbet 1942. Pandita confluens ingår i släktet Pandita och familjen praktfjärilar. Inga underarter finns listade i Catalogue of Life.